# 水洞底鎮
水洞底鎮（すいどうていちん）は中華人民共和国湖南省婁底市婁星区の鎮。

## 行政区画
- 向紅社区
- 撑田村
- 球樹村
- 長歩村
- 温泉村
- 天堂村
- 雨田村
- 大岳壠村
- 大田村
- 南橋村
- 西溪村
- 慕農村
- 羊角村
- 井沖村
- 托山村
- 中心村
- 石脚村
- 泥青村
- 紅土村
- 理珊村
- 竹脚村
- 水洞底村
- 梽柚村
- 慕長村
- 石獅村
- 禾花村
- 潘塘村
- 新塘村
- 留坦村
- 石泉村
- 槐樹村
- 虎岩村
- 周観村
- 白竜村
- 白晃村
- 新仕村
- 国柱村
- 小楊村
- 楊才村
- 三橋村
- 雲華村
- 金華村
- 紅泉村
- 金塘村
- 雲山村
- 高梘村

## 地理
水洞底鎮は婁星区西部に位置し、北は石井鎮と、東は万宝鎮と、西南は楓坪鎮と、西は斗笠山鎮と、南は荷塘鎮とそれぞれ接している。

## 教育
- 水洞底鎮中心小学
- 水洞底鎮中学

## 交通

### 鉄道
- 洛湛線（中国語版）[3]
- 滬昆線[3]

### 道路
- 婁懐高速公路[3]